# Barkácsolás

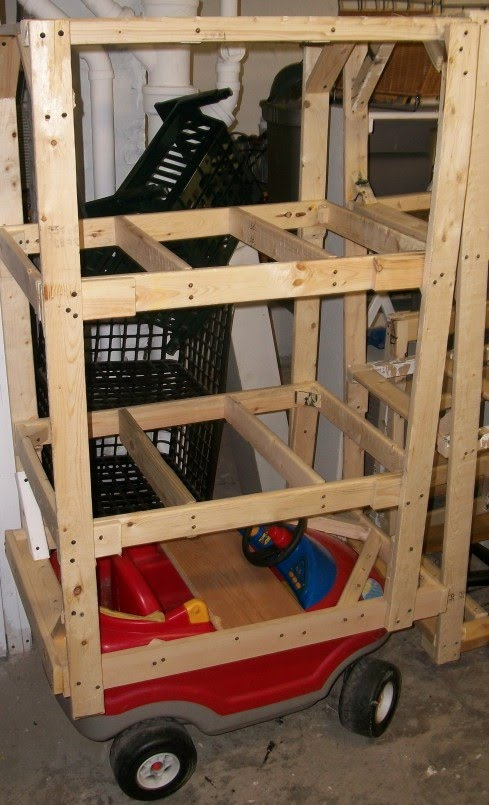
Játékautóra szerelt polc

A magyar nyelv értelmező szótár alapján jelentése: ezermesterként foglalatoskodik a ház körül, fúr-farag.
Nem hivatásos munkaként készít valamit, hasznosítja magát.

## A csináld magad mozgalom
Maga a „csináld magad” kifejezés az amatőr tevékenységet, a szakszerű segítség nélküli tevékenységet jelenti. Mint mozgalom az 1950-es években az angliai Arts and Crafts mozgalommal indult. A “csináld magad” magatartást több tényező motiválhatja, így kereskedelmi okai lehetnek (gazdasági előny: olcsóbb; a termék hozzáférhetőségének hiánya; a kapható termék nem megfelelő minősége; a termék testreszabása; egy újszerű, másként el nem érhető, egyedi, funkcionálisan szükséges tárgy létrehozása), vagy az egyéniség erősítése (kivitelezői magatartás elsajátítása; képzettség/alkalmasság kimutatása; közösség keresése; kivételes/egyedülálló egyéni tulajdonságok felmutatása; a kreatív alkotás élményének ezúton történő megélése, mint az önkifejezés egy lehetséges módja). Megfelelő eszközök és környezeti lehetőségek esetén otthon, illetve erre szakosodott műhelyekben végezhető, ahol a közösség támogatása mellett, szervezett programokon, különféle kézművestechnikák el is sajátíthatóak.
Ugyanezt jelenti az angol Do It Yourself kifejezésből származó rövidítés, a DIY is, amely egyre gyakrabban használatos magyar szövegkörnyezetben is.
A „csináld magad" a zenében (rockban, punk mozgalomban) a hagyományos kereskedelmi szemlélettől eltérő művészeti irányzatot is jelöl, mint ilyen lehet radikális, a fennálló viszonyok elutasítása is megtalálható lehet benne. Az amatőr-professzionális individualista ellentét azonban elmosódik az olyan tevékenységekben, mint amilyet pl. az Open-Source valósít meg a hardver és szoftver terén. Hasonló értelemben használatos a kifejezés a pénzügyi befektetésekben is, az egyéni részvényvásárlásokban, ahol a “csináld magad befektetés” tevékenységet jelöli (akár szakember bevonásával).
A gépesített termelés korában a saját gyakorlatra törekvést jelzi a hétköznapi igények terén (ruha, lakás, főzés) vagy az építőipar számos területén, ahol a saját készítésre vonatkozó általános trendet jelenti.
A saját készítésre vonatkozóan nagy ipari háttérrel rendelkező cégek készítenek barkácsszerszámokat és anyagokat, szakmai folyóiratok működnek (Ezermester) és szakmai szövetségek alakulnak.
A barkácstevékenységnek számos megjelenési formája az interneten is megtalálható, pl. bemutató videók (a YouTube-on), leírások, erre specializált, közösségi, vagy szakmai oldalakon (Instructables, ötletmozaik, házilag).
A barkácsolás során a meglévő készülék elemeinek cseréjével történő javítás, használt anyagok/tárgyak újrafelhasználása olyan művelet, ami környezetbarát, ökológiailag hasznos tevékenységnek számít. A beavatkozás célja, hogy az adott berendezés használható állapotba kerüljön.
A barkácsolás feltételezi, hogy az adott személy:
- a szükséges szakmai ismeretek birtokában van
- az összeállítandó vagy javítandó tárgy felépítését, működését ismeri
- megfelelő szerszámok, gépek birtokában van

valamint
- a szükséges alkatrészek, segédanyagok rendelkezésre állnak
- elegendő hely áll rendelkezésre a műveletekhez
- az esetleges speciális eljárások feltételei megvannak (például sötétkamra)
- az illető alkatrész, készülék saját felszerelésre alkalmas, ezt műszaki mellékletei tartalmazzák.

## A barkácstevékenység területei
Általában civil mozgalom, melynek esetenként törvényi háttere is lehet, melyen belül tevékenykedhet. Nagy piaci területet kapnak az erre szakosodott kéziszerszám gyártók, akik ezzel érdekeltek is a barkácsolás, saját készítés támogatásában.
A kivitelezett munka méretétől és jelentőségétől függően különböző nagyságú területeken gyakorolható a "csináld magad" tevékenység:
- Kis helyi karbantartások: pl. csap tömítés, zárjavítás.
- Gyári készletek összeszerelése, beépítése: rendkívül elterjedt a termékek félig összeszerelt, vagy teljesen alkatrészekben történő csomagolása/leszállítása, és otthon történő összeszerelése, beszerelése. Ilyen készletek gyakoriak a bútorok között, iskolai szemléltető eszközök között (egy készlet-300 féle kísérletre), riasztók vezeték nélküli típusainál találhatók, de napkollektoroknál, napelemeknél is találunk házilag felszerelhető változatokat.
- Az építés, házépítés, háztatarozás, tárgykörben már nem egészen "barkácsolásról", hanem u.n. saját készítésről van szó, rendeletek előírják a szóba jövő gyakorlati eseteket, beépíthető anyagok minőségi bizonyítványait. Ilyen munkák pl. a belső festés, beltéri átalakítás, de meghatározott feltételek mellett akár épület szerelői szakmunka, vagy saját célra történő építés is lehetséges. Utóbbi esetben a 191/2009. (IX. 15.) "Korm. rendelet az építőipari kivitelezési tevékenységről" vonatkozik a saját részre, építőipari kiviteli tevékenységre nem jogosult személy által végezhető munkára.
- Kerttervezés, kertépítés tárgyköre nem kapcsolódik az épülethez, és csak a nagyobb épített berendezési tárgyak igényelnek szakembert, pl. lépcsők, utak, támfalak, kerítések esetén. A tér kialakítása fákkal, cserjékkel, a virágágyak elrendezése teraszon, fal mellett, vízmedencék berendezése lehetőségeink és felkészültségünk mértékében történhet. Hasonlóképpen egy veteményes kertrész, vagy termő cserjék, ill. komposztáló elhelyezése saját kezűleg lehetséges. Egyes esetekben vannak helyi kikötések, pl. kerítés és fa távolságára.

Általánosan előírt feltételként a barkácsoláshoz, ill. saját készítéshez az "építési követelmények" fogalomhoz előírt feltételeket fogadhatjuk el (253/1997. (XII. 20.) Korm. rendelet), mely bár építési munkákra vonatkozik, de "alapvető követelmények" cím alatt esetünkben is használhatóan a következőket mondja:
Biztosítani kell a munkák során a következőket:
- mechanikai szilárdság és állékonyság;
- tűzbiztonság;
- higiénia, egészség- és környezetvédelem;
- biztonságos használat és akadálymentesség;
- zajvédelem;
- energiatakarékosság és hővédelem;
- élet- és vagyonvédelem,
- a természeti erőforrások fenntartható használata.